# Cotoneaster lacteus
Cotonéaster laiteux
Espèce
Classification phylogénétique
Synonymes
Cotoneaster coriaceus Franch., 1890

Cotoneaster lacteus (l'appelation scientifique correcte étant Cotoneaster coriaceus), le Cotonéaster laiteux, est une espèce de plantes à fleurs de la famille des Rosacées. C'est une plante ornementale originaire de Chine.
Synonyme :
- Cotoneaster coriaceus Franch., 1890

## Description
C'est un arbuste rustique à feuillage persistant,, aux rameaux arqués et retombants, pouvant atteindre 3 à 4 m de haut pour autant de large,.
L'arbuste est mellifère. En juin-juillet, il présente une multitude de fleurs blanches, regroupées en grappes qui attirent les insectes en nombre.
À l'automne, des grappes de baies rouge vif remplacent les fleurs et perdurent jusqu'en plein hiver,, faisant le bonheur d'oiseaux tels que les merles ou les grives.
Ses feuilles, vert foncé dessus et blanchâtres dessous, sont ovales, avec un sillon médian bien marqué et une extrémité légèrement pointue.

## Culture
Le Cotoneaster coriaceus se satisfait de toutes sortes de terrains.

## Galerie

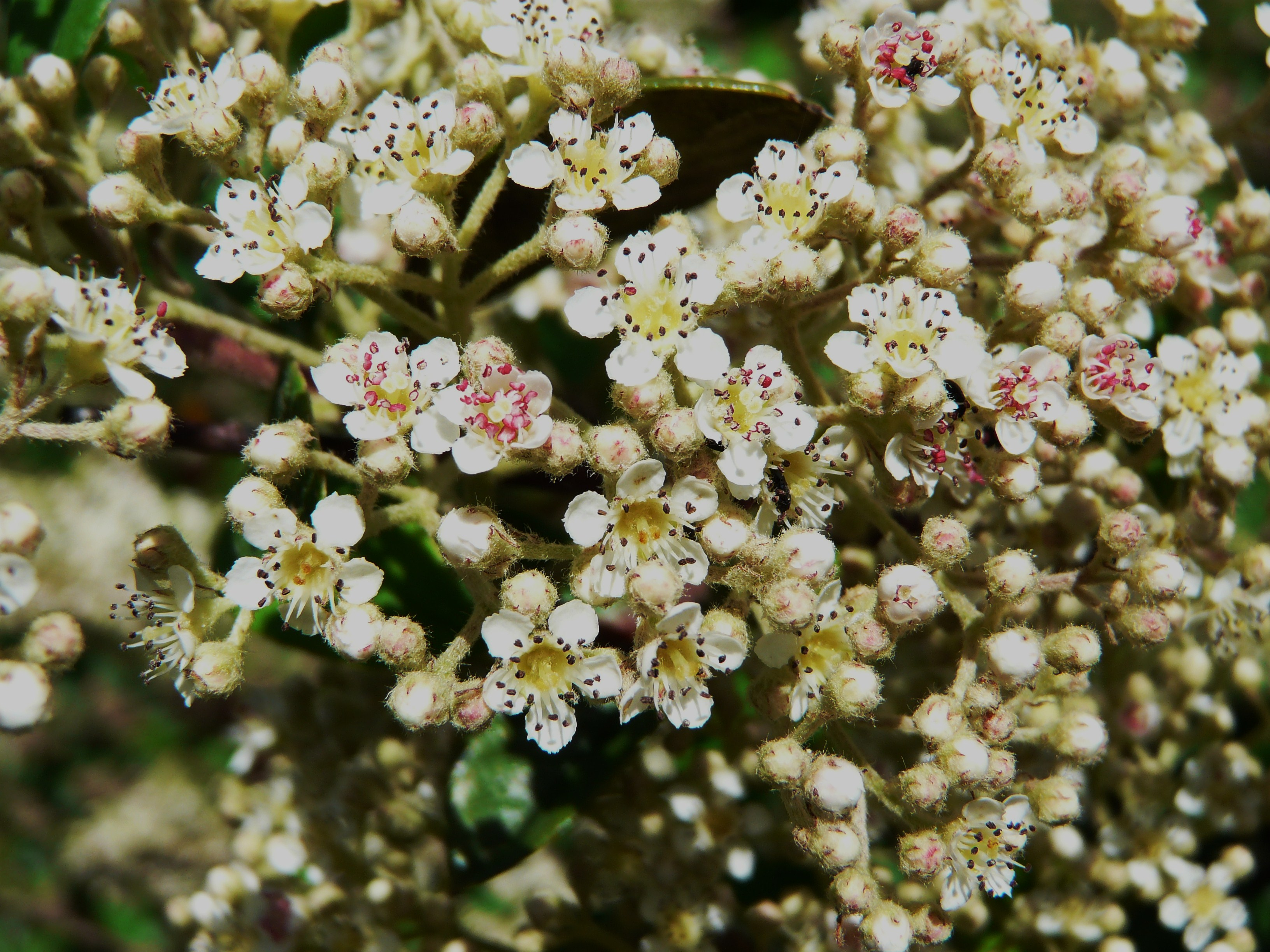
Les fleurs.
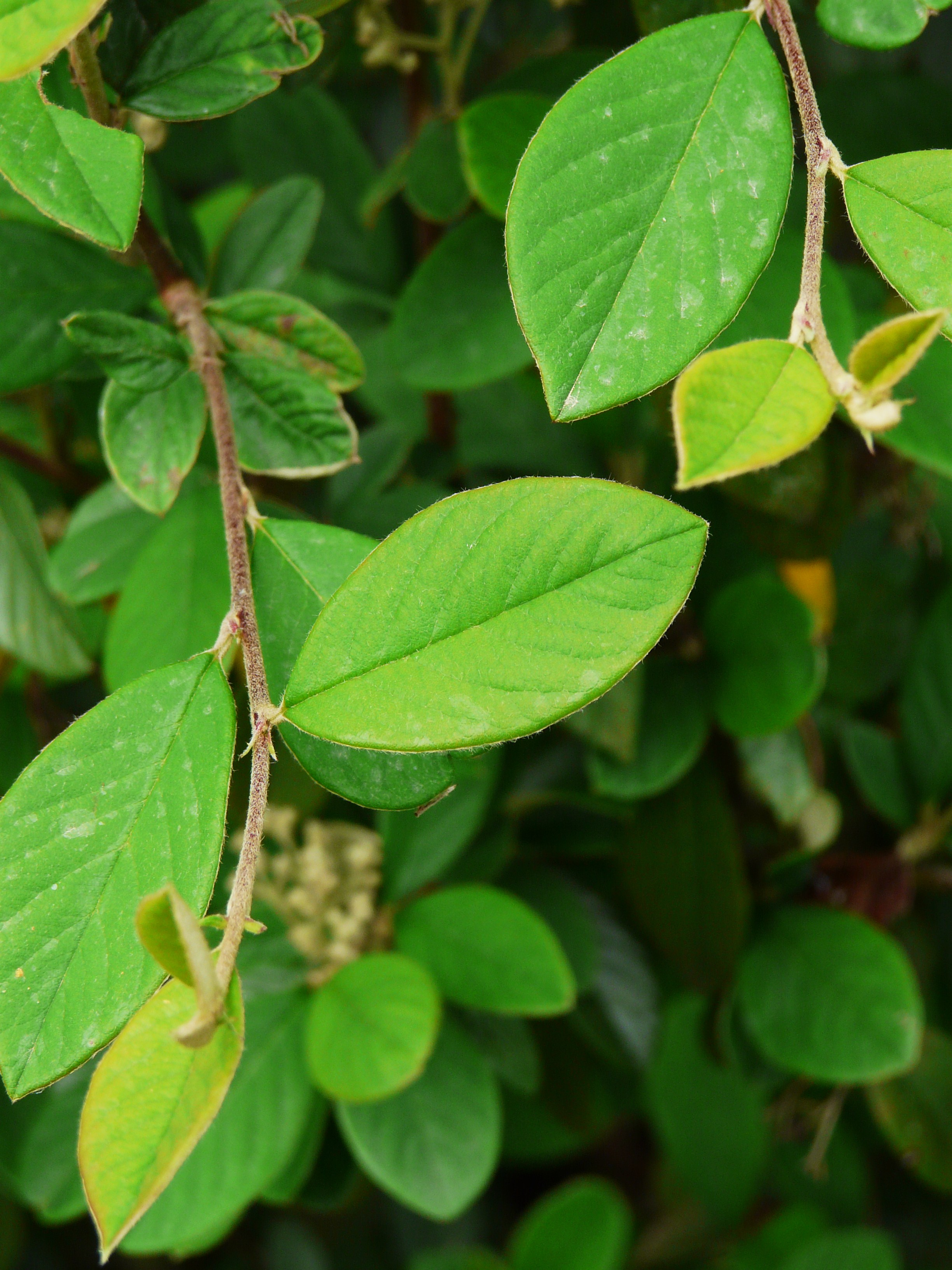
Les feuilles.
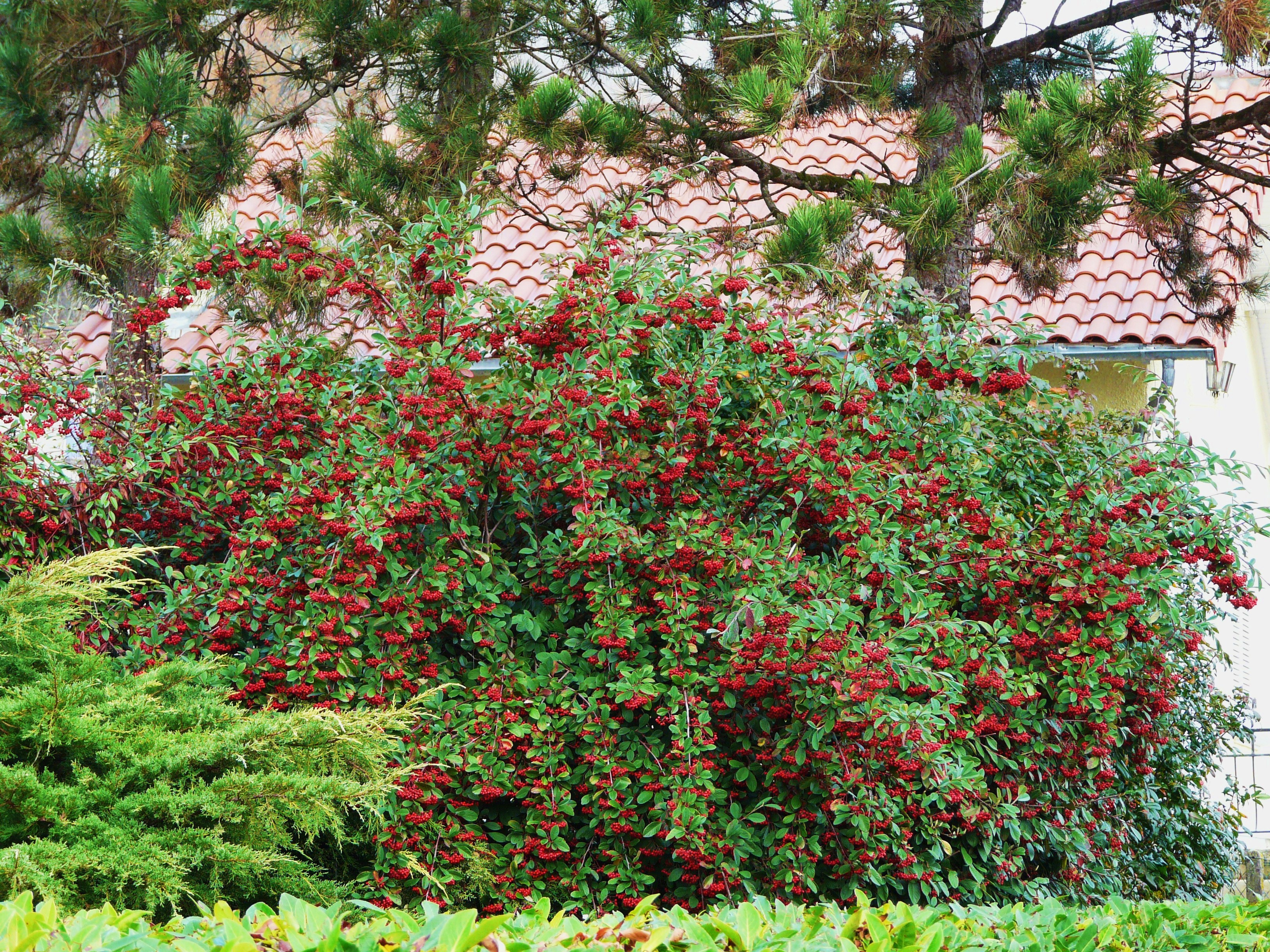
Un buisson à l'automne.
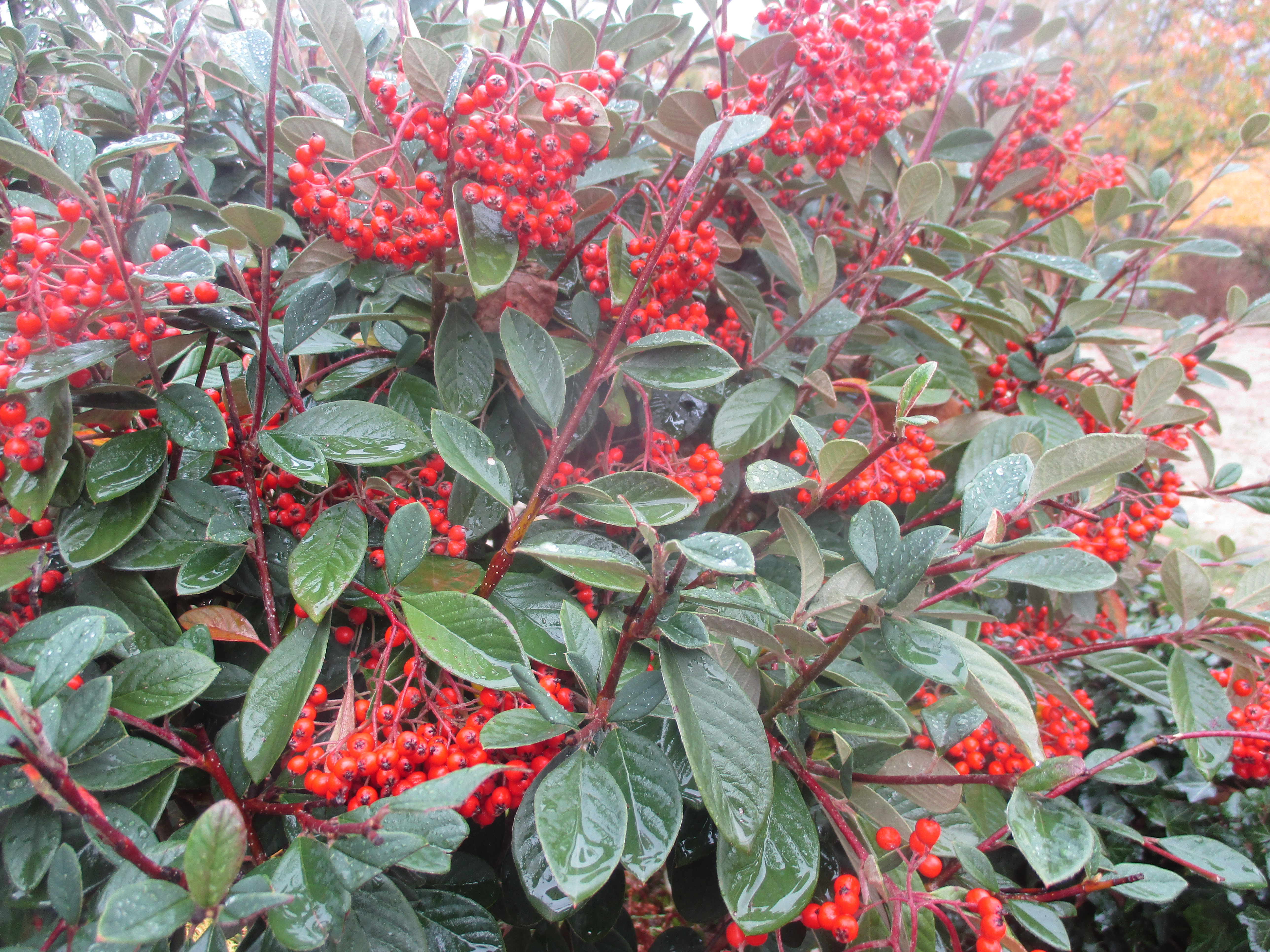
Vue en novembre.
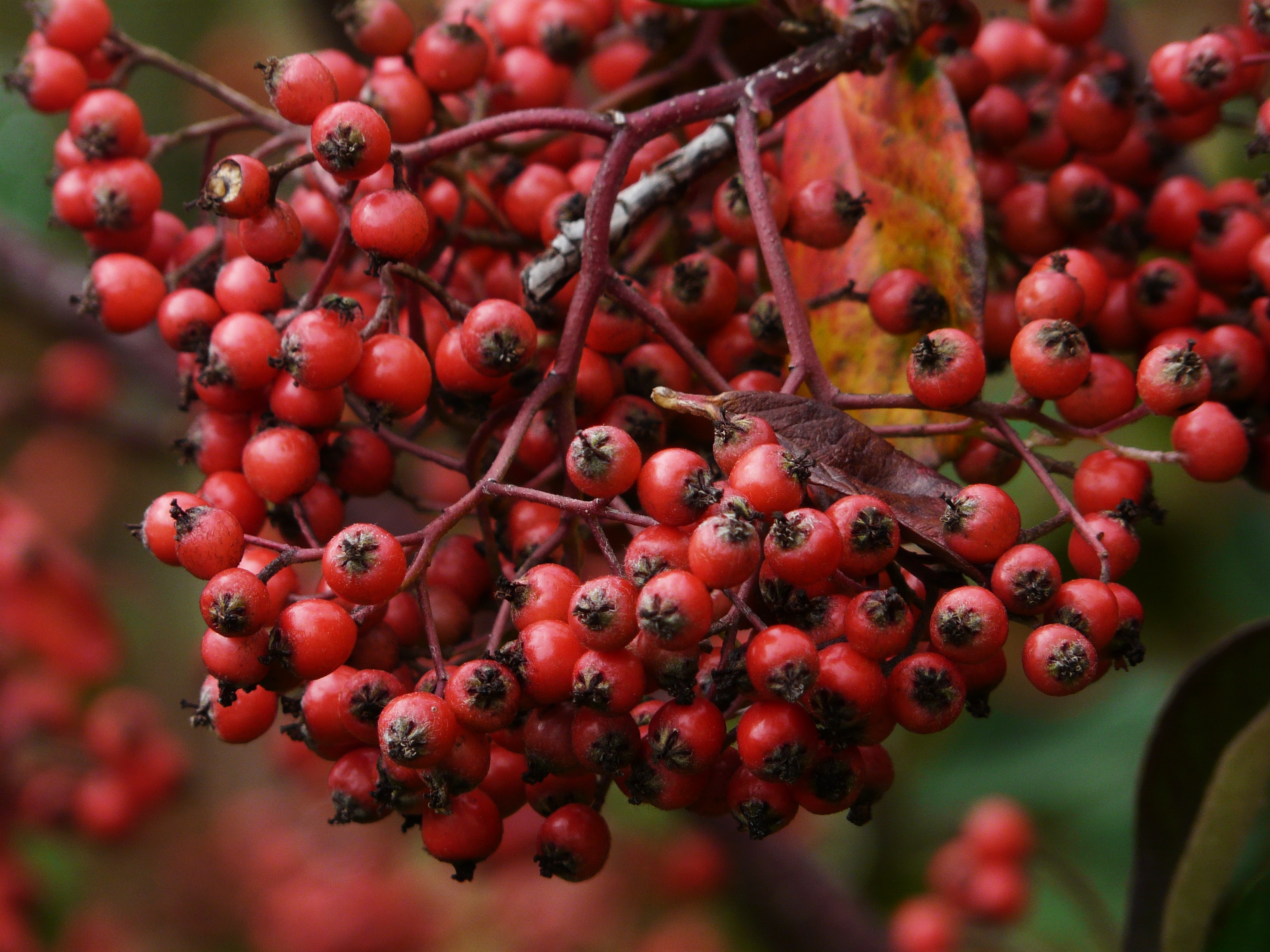
Les baies.